# Manoir de Dannenwalde
Le manoir de Dannenwalde (Herrenhaus Dannenwalde) est un château situé dans le village de Dannenwalde, appartenant à la municipalité de Gransee, dans le Brandebourg (Allemagne orientale). Il a été bâti à la fin du XVIIe siècle et a été transformé au cours des siècles, la dernière fois en 1937. Le manoir consiste en un corps de logis flanqué de deux ailes qui forment ainsi une cour d'honneur.
En face de l'entrée principale  se trouve une chapelle néogothique (1821), dans son axe, qui abrite les monuments funéraires de la famille von Waldow, propriétaire des lieux, jusqu'en 1945. Le manoir est en cours de restauration.

## Galerie

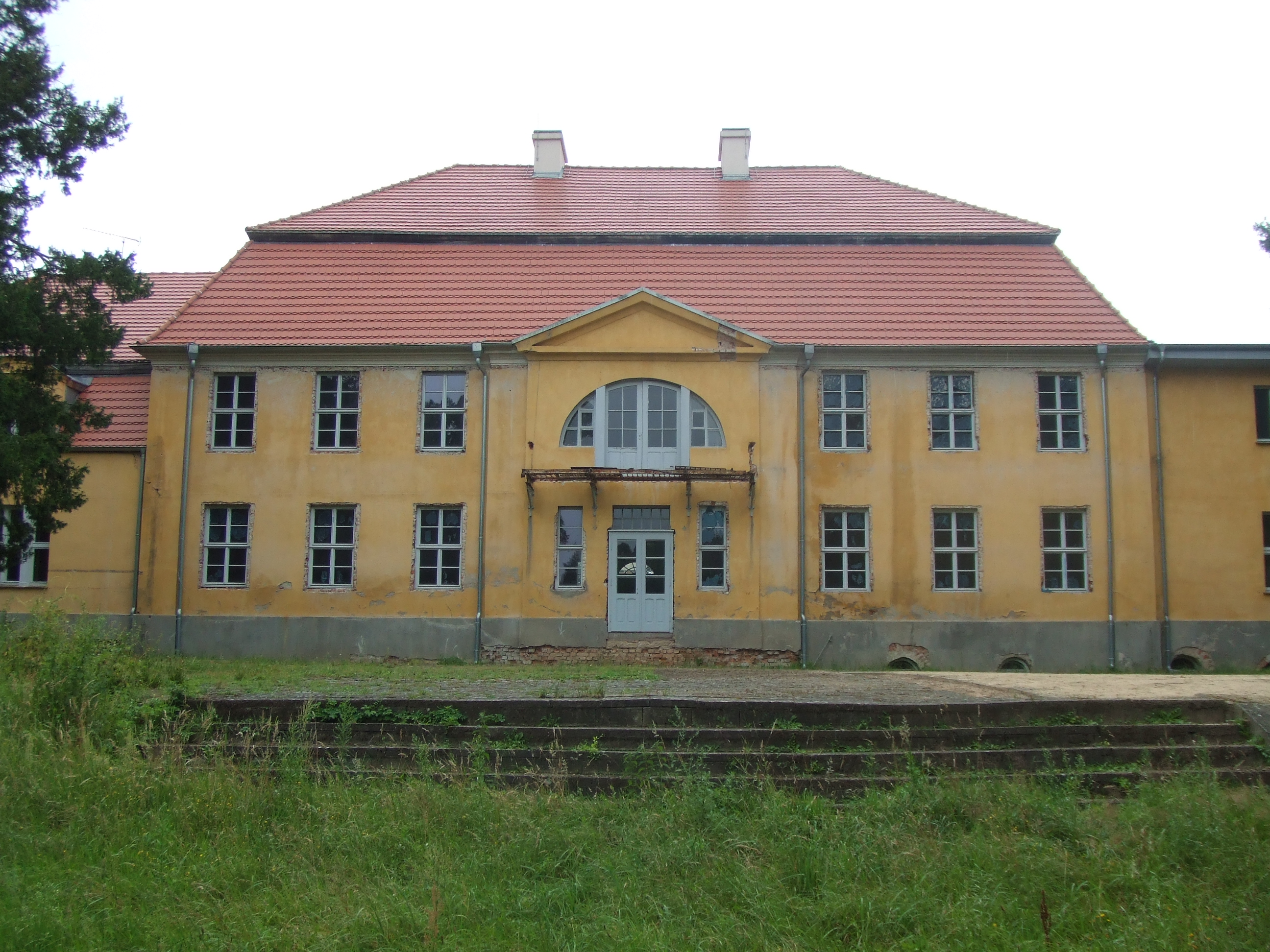
Vue du château, côté parc, en juillet 2007
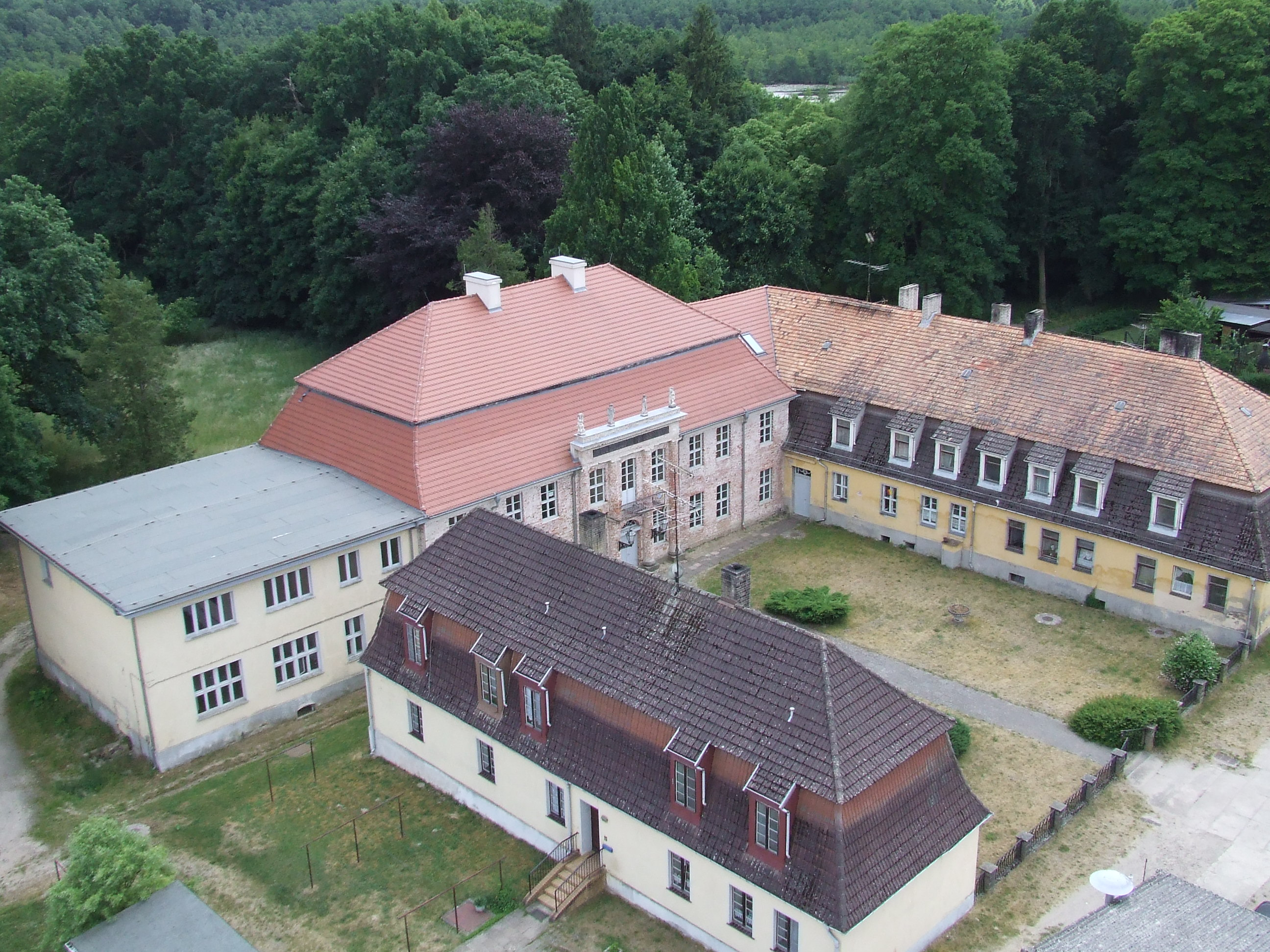
Vue aérienne du château en 2008
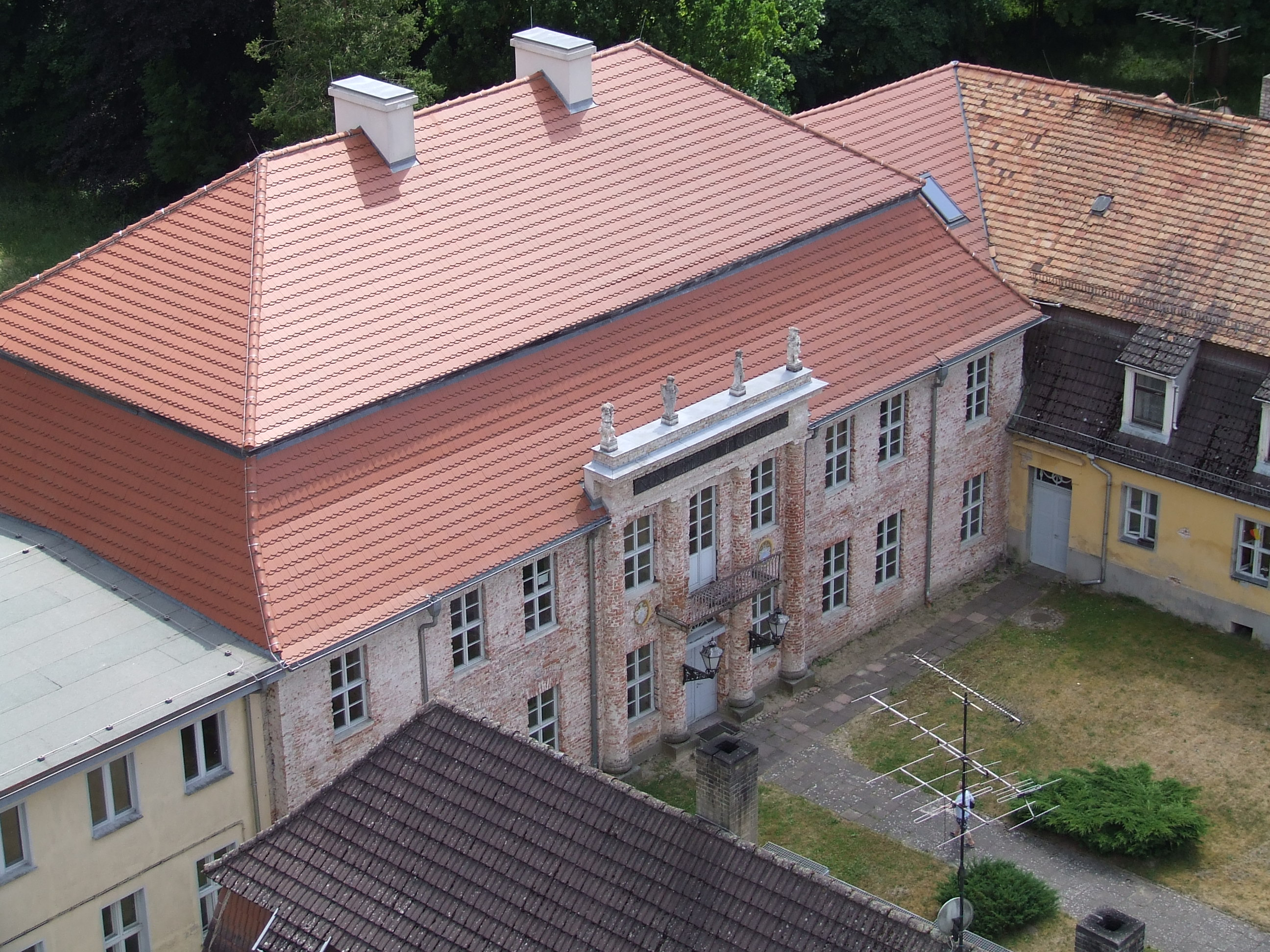
Toit du corps de logis, côté cour d'honneur
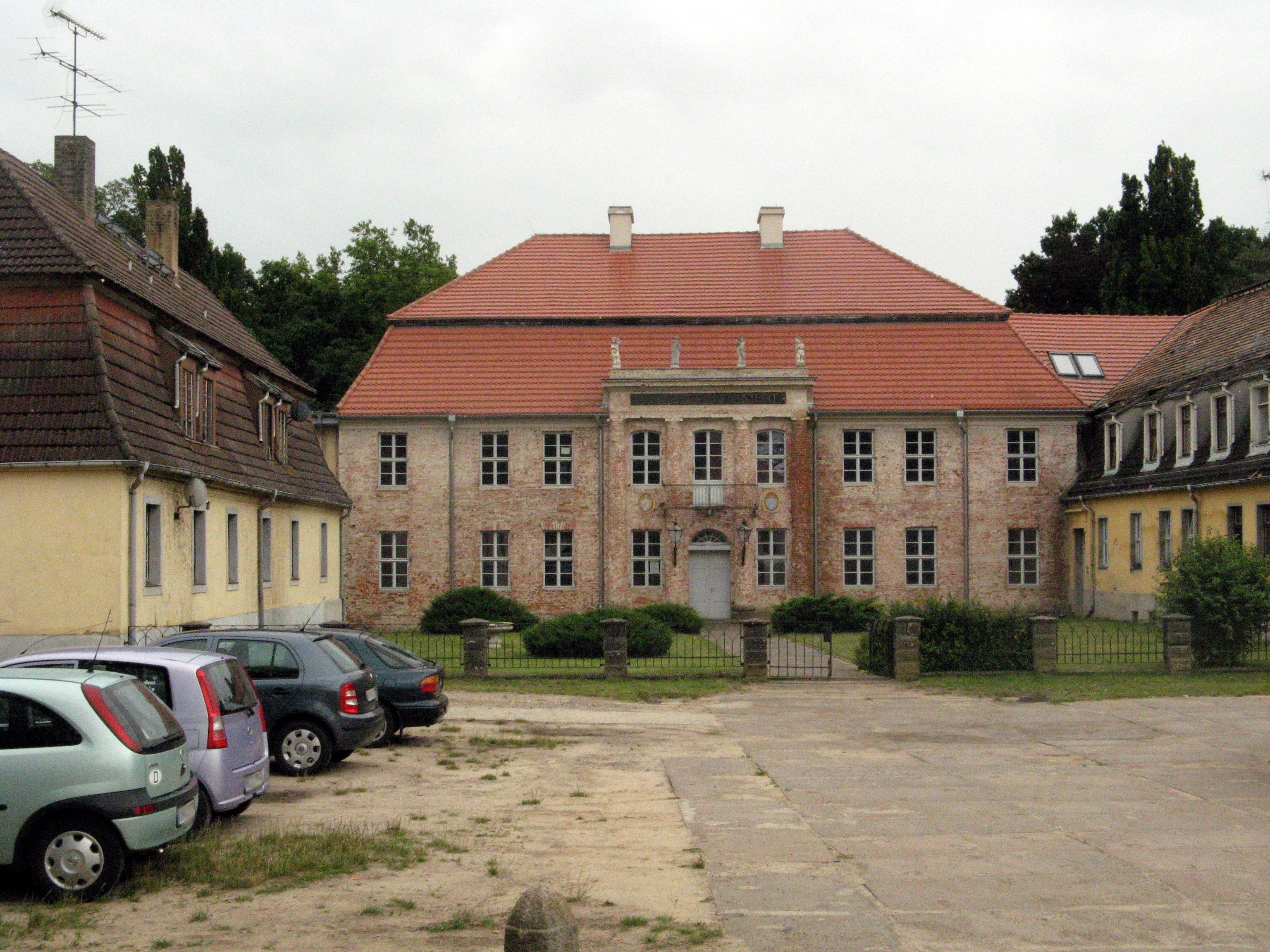
La cour d'honneur

## Architecture
Le manoir a vraisemblablement été construit sur les restes d'un ancien château fort, puisque les caves sont plus anciennes. Le manoir a été construit à la fin du XVIIe siècle et réaménagé au XVIIIe siècle dans le style rococo avec un toit à la Mansart (c'est-à-dire avec un comble brisé) pour le corps de logis. Il a été rénové en 1908 et 1937 et altéré à l'époque de la république démocratique allemande.
Au milieu de la façade donnant sur la cour d'honneur, un avant-corps présente quatre colonnes ioniques entourant un balcon de fer forgé. Au-dessus sur le fronton on peut lire NON DORMIT QUI ME CUSTODIT (Il ne dort pas, celui qui me garde), tiré du psaume 121. Quatre statues de putti symbolisant les saisons couronnent le tout. De chaque côté du balcon au-dessus de la porte d'entrée, l'on remarque les armoiries des Waldow et celles des Bismarck.
Les deux ailes s'avançant de chaque côté de la cour forment, l'une à gauche la maison des gardes (Kavaliershaus), et l'autre à droite les communs avec le côté des domestiques. La façade donnant sur le jardin est gravement altérée, le balcon presque disparu et l'escalier endommagé.
La chapelle familiale a été construite par l'architecte Hermann (originaire de Zehdenick) en style néogothique en 1821 pour Ferdinand Thomas von Waldow (1765-1830) qui était propriétaire à l'époque et commandeur de l'ordre protestant de Saint-Jean. Elle a été rouverte au culte luthérien pour les habitants du village en 1975, mais au milieu des années 1990, le mobilier, l'harmonium et les armoiries de la famille von Waldow en fer forgé ont été volés et l'intérieur saccagé. La chapelle a donc été fermée au public entre 1995 et 1998. Elle est en cours de restauration.

## Histoire

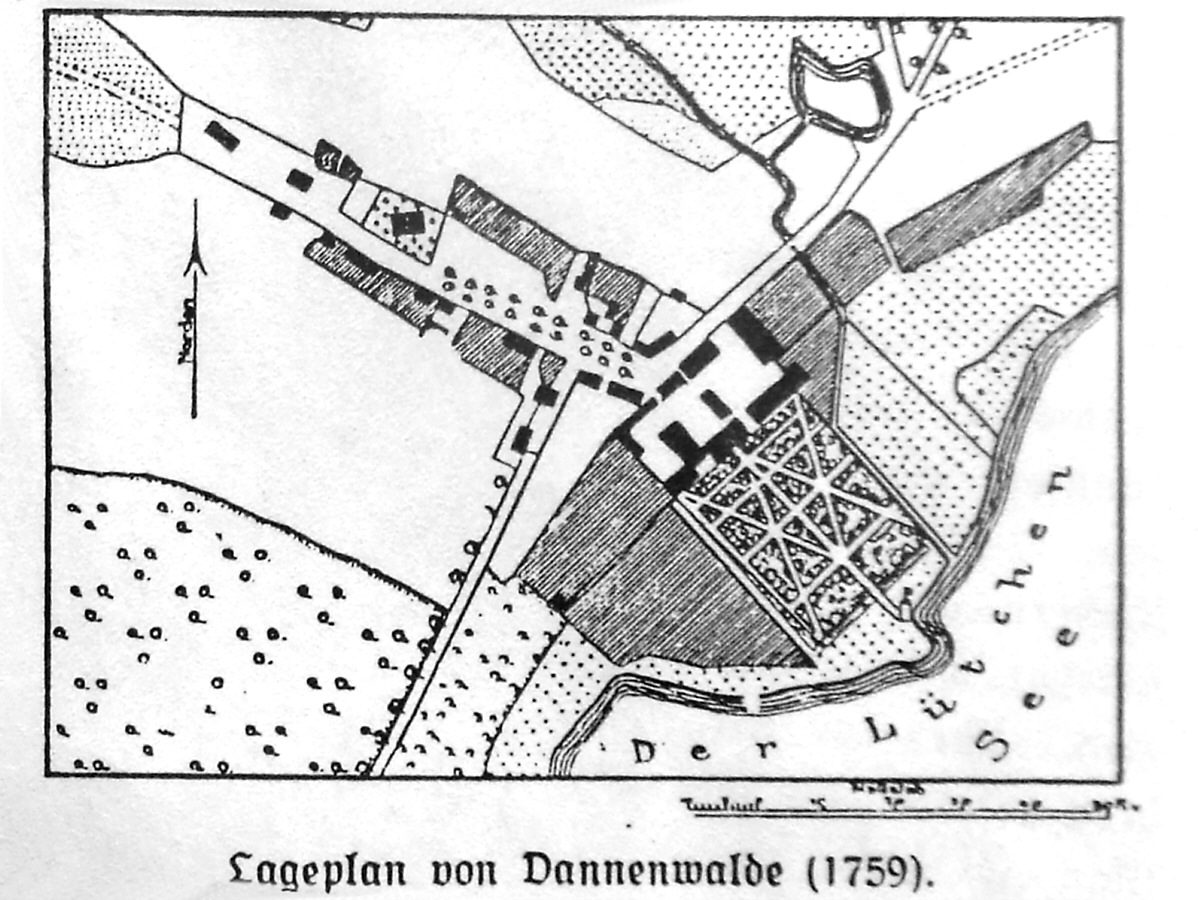
Plan de Dannenwalde (1759)

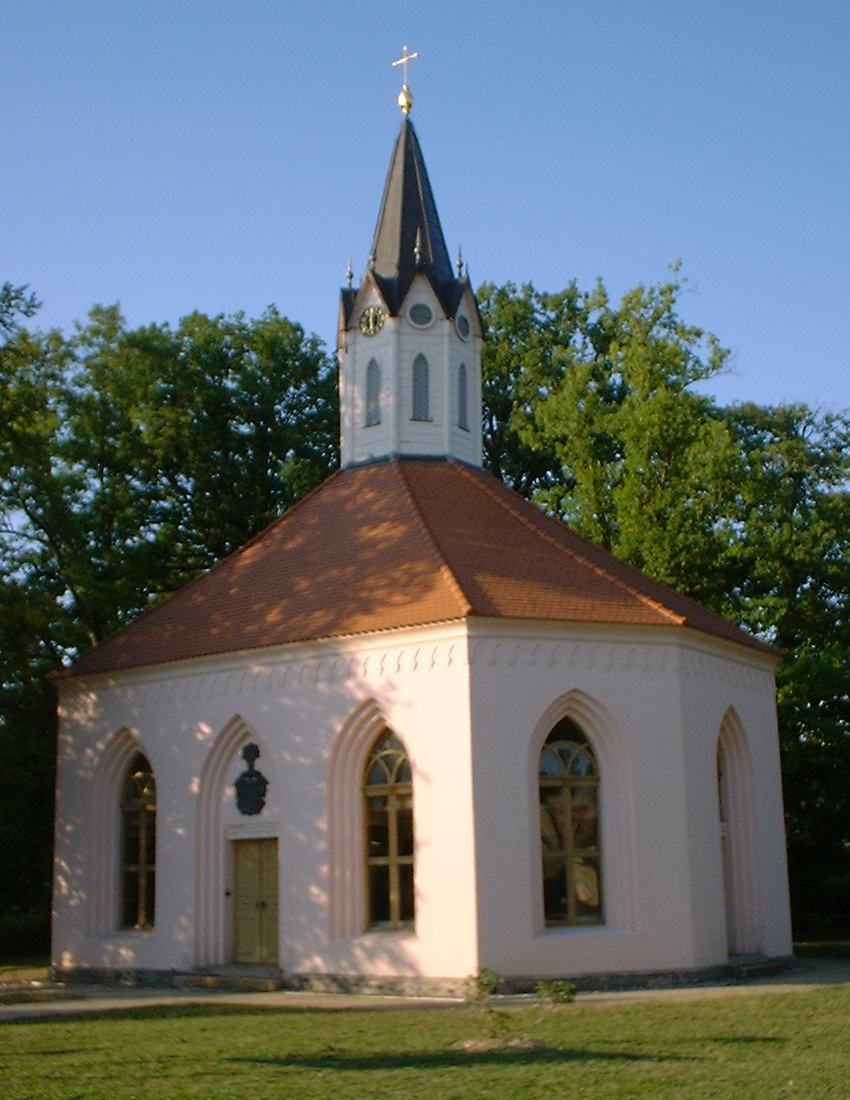
Vue de la chapelle des cyclistes

Au début le domaine de Dannenwaldese se trouvait dans le territoire de ce qui deviendra le duché de Mecklembourg-Strelitz. Ses propriétaires dans le Haut Moyen Âge étaient les chevaliers de Prignitz (ou Priegnitz) qui étaient les seigneurs des lieux. Les terres appartiennent à partir du XVe siècle à différentes familles de seigneurs du Mecklembourg qui se succèdent.
C'est en 1692 que le domaine est acquis par les Waldow, originaires du Brandebourg, et le restera jusqu'à leur expulsion en 1945. L'un des derniers propriétaires fut le politicien prussien Wilhelm von Waldow (1856-1937). Le peintre et poète Alexander von Ungern-Sternberg (1806-1868) y mourut. Il avait épousé Caroline von Waldow et il mourut chez son beau-frère, Franz von Waldow, chambellan à la cour de Prusse.
Rolf Hansen (1904-1990) y a tourné en 1941 certaines scènes de son film Der Weg ins Freie d'après le roman d'Arthur Schnitzler (1908), avec Zarah Leander et l'on aperçoit le château avant les pillages et la décrépitude de l'après-guerre. Si le château a été saccagé après la guerre, il n'a pas été totalement détruit comme d'autres. On y installe du temps de la république démocratique allemande une école secondaire dénommée Karl-Sperling-Oberschule d'après le résistant communiste allemand.
Une association des Amis de la Nature en fait l'acquisition en 1990 pour héberger les randonneurs à bicyclette, mais le corps de logis reste vide, malgré la restauration de la toiture. Les ailes abritent l'hébergement et le manoir est toujours en cours de restauration.